# Karl von Schlitz (Politiker)

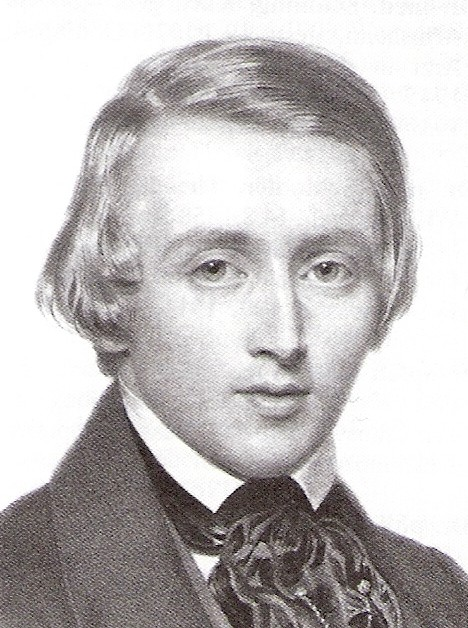
Karl von Schlitz

Graf Karl Heinrich Wilhelm Hermann Ferdinand von Schlitz, genannt von Görtz, auch Carl von Schlitz (* 15. Februar 1822 in Schlitz; † 7. Dezember 1885 ebenda) war ein deutscher Politiker und Standesherr im Großherzogtum Hessen.

## Leben
Karl Graf von Schlitz übernahm 1839 – zunächst unter Vormundschaft – die Standesherrschaft, studierte in Bonn ab 1840 Rechtswissenschaften und schloss das Studium mit der Promotion zum Dr. jur. ab. Daneben erwarb er sprachliche Kenntnisse, die ihm an der Seite Otto von Böhtlingks die Übersetzung von Kalidasas Sakuntala ermöglichten. 1844–1847 machte er eine Weltreise, die er in einer dreibändigen Reisebeschreibung verarbeitete. 1850–1861 und 1864–1866 war er großherzoglicher Gesandter am preußischen Hof.
Als hessischer Standesherr war Görtz von 1847 bis 1849 erbliches Mitglied der Ersten Kammer des Großherzogtums Hessen. 1848 war er Mitglied des Vorparlaments. Als Folge der Märzrevolution entfielen die Mandate der Standesherren im Parlament, wurden aber mit dem Sieg der Reaktion wiederhergestellt. So war er von 1856 bis 1885 erneut Mitglied der ersten Kammer. Dort war er von 1866 bis 1875 Vizepräsident und von 1875 bis 1885 Präsident.
Sein Sohn Emil trat zwischen 1900 und 1914 als Landtagspräsident in die Fußstapfen seines Vaters.

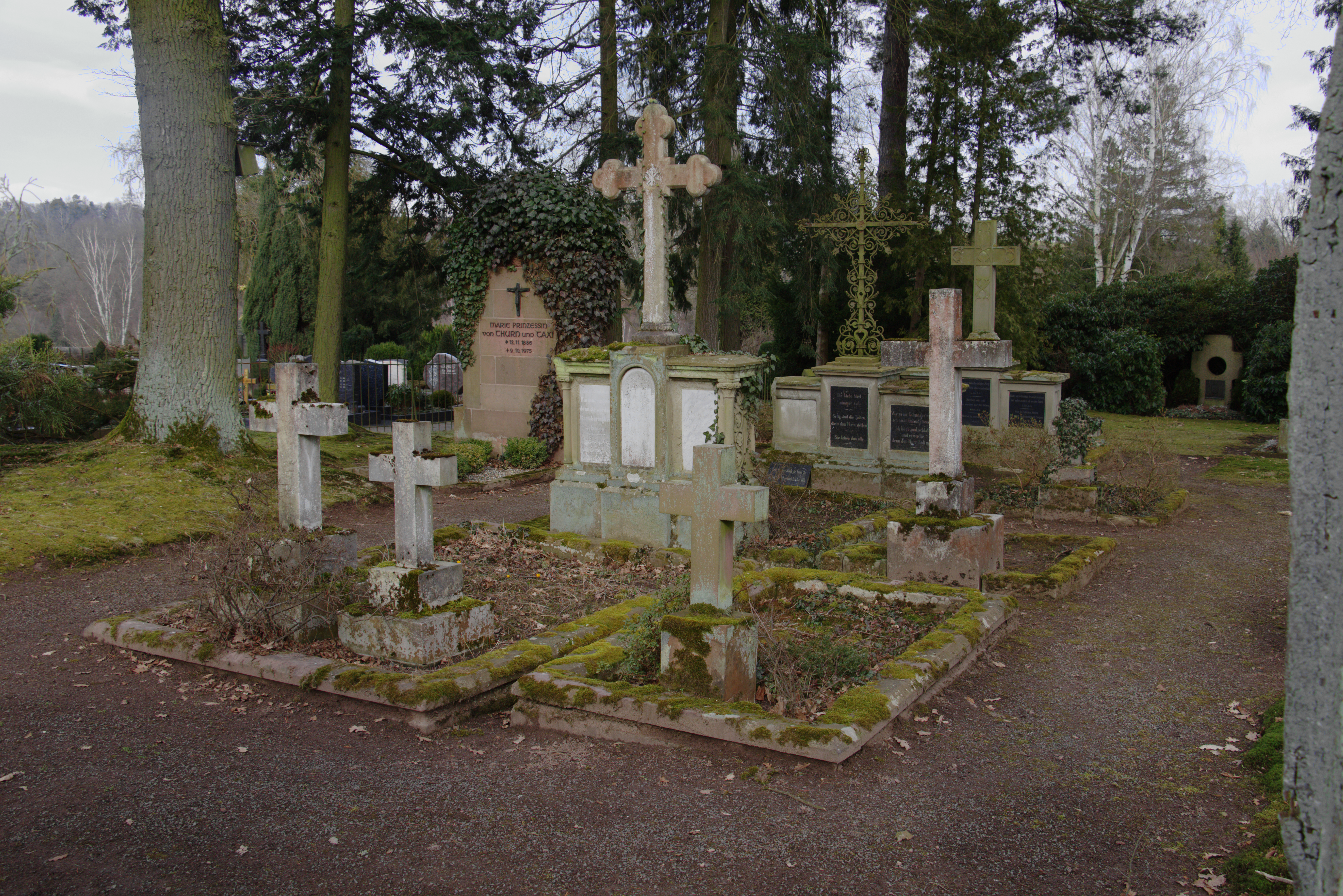
Grab (mittig in zweiter Reihe)

Er ist auf dem Grabfeld Schlitz gen. von Görtz auf dem Friedhof Schlitz begraben.